# Gymnosporangium gaeumannii
Gymnosporangium gaeumannii är en svampart som beskrevs av H. Zogg 1949. Gymnosporangium gaeumannii ingår i släktet Gymnosporangium och familjen Pucciniaceae.   Inga underarter finns listade i Catalogue of Life.